# Bald Knoll
Der Bald Knoll ist der jüngste einer Kette von basaltischen Schlackenkegel im Südwestteil des Paunsaugunt-Plateaus im Süden von Utah, Vereinigte Staaten. Der Krater ist sehr gut erhalten und förderte einen olivin-basaltischen Lavastrom, der sich bis in eine Entfernung von 12 Kilometer in südsüdöstlicher Richtung durch das Johnson-Tal erstreckt. Das genaue Alter des Lavastroms ist unbekannt. Es liegen keine wissenschaftlich gesicherten Daten über den Zeitpunkt der Entstehung des Schlackenkegels vor.